# Califia (Stefano Bortolussi)
Califia è una raccolta poetica dello scrittore italiano Stefano Bortolussi.

## Titolo
I primi esploratori spagnoli del secolo XVI chiamarono Califia la California in onore dell'omonima e leggendaria regina guerriera delle Isole Occidentali. Non si erano infatti resi conto di essere approdati sulla terraferma.
Il titolo della raccolta vuole essere un omaggio tanto alla California del presente quanto a quella del passato.

## Struttura
La raccolta comprende ventisette poesie a verso libero: una di carattere introduttivo, le altre suddivise in cinque parti, ciascuna delle quali riporta un titolo in inglese (altre espressioni in inglese compaiono occasionalmente sparse anche nel testo). 
La poesia introduttiva, quelle delle prime due parti, quelle di Parte III meno la prima e l'ultima, e quelle di Parte IV non hanno un titolo proprio, e nell'indice vengono dunque identificate con il loro verso iniziale. Le poesie della quinta parte hanno invece un carattere più narrativo, possiedono un titolo vero e proprio, e risultano a loro volta suddivise in varie sezioni. Alcune delle poesie sono precedute da citazioni tratte da autori letterari o da canzoni. L'arte del volo in California, la prima lirica di Parte III, è dedicata a Roberto Mussapi, a sua volta poeta e curatore della raccolta. 

## Argomento
La raccolta si configura come un piccolo poema nel quale le singole poesie si susseguono, narrando i vari aspetti della California che l'autore intende evocare e descrivendo una sorta di viaggio ideale La California di cui si parla è una terra insieme reale ed irreale, immersa tanto nell'esperienza diretta quanto nell'immaginazione dell'autore, ma anche nella mitologia. In vari punti dell'opera si trovano infatti accenni ai miti dell'antichità classica o dello sciamanesimo, nonché a miti più recenti legati alla letteratura contemporanea, alla musica e al cinema.

## Le poesie

### Introduzione
- Forse questo andare senza muoversi

### Parte I
FROM HERE TO WHERE (“Da qui al dove”)
- Mi è sempre stata mito, questa lingua
- Sorvolare Oceano sembra impresa infinita
- Qui la terra è fatta per essere percorsa
- Sembra Storia, quella che sento galoppare
- Il mio tragitto erratico mi porterà fuori rotta
- È l'equivoco il senso di ogni meta
- Fermi come ossa fossili, spine dorsali

### Parte II
THESE MUST BE THE PLACES (“Questi devono essere i luoghi”)
- Oggi sembra che nasca tutto qui
- Il perfetto triangolo di mare emerge
- This morning (“Questa mattina”)
- Può essere che nel cielo azzurro pallido
- L'aquila che firma l'azzurro di ali striate
- Se venite in pace: quanta storia nascondono
- In quanto a proprietà chimiche non so

### Parte III
BIRD'S EYE VIEW (“Visione a volo d’uccello”)
- L'arte del volo in California
Incipit: Appare il primo appena oltre la scogliera
- C'è di sicuro un metodo, un sistema
- Bruciano le ferite della terra che conducono al mare
- Il vento caldo si è stancato dei propri confini invisibili
- La colazione di Afrodite al Neptune's Net[3] 
Incipit: Sono pochi i testimoni nella rete di Nettuno

### Parte IV
THE SONGS THEY SING (“Le canzoni che essi cantano”)
- Il canyon degli allori non è più quello
- È così freddo l'oceano da risvegliarti a te stesso
- Sono più di quattrocento le miglia reali
- Il canto d'America che vedo non guardando

### Parte V
THE STORIES THEY TELL (“Le storie che essi raccontano”)
- L'ultima preghiera di Aparicio nelle fauci del coguaro
Incipit: Dietro la roccia scolpita dal tempo a testa di santo
- L'innato autolesionismo del plantigrado
Incipit: Il giorno sembrava uno come tanti
- Un arcano episodio nella vita di Samuel Wilder, detto Billy
Incipit: Coyote in sala, panico fra il pubblico: sarebbe / titolo preciso ma ingannevole

## Edizioni
- Stefano Bortolussi, Califia, (a cura di Roberto Mussapi), Jaca Book, collana I Poeti, 2014;  ISBN 978-88-16-52046-2